# Correlaciones de Bose–Einstein
En física, las correlaciones de Bose–Einstein  son correlaciones entre bosones idénticos. Tienen importantes aplicaciones en astronomía, óptica, física de partículas y nuclear.

## De la interferometría de intensidad a las correlaciones de Bose–Einstein
La interferencia entre dos (o más) ondas establece una correlación entre las mismas. En concreto, en física de partículas, donde cada partícula tiene asociada una onda, encontramos por lo tanto interferencia y correlaciones entre dos (o más) partículas, que se describen matemáticamente mediante funciones de correlación de segundo orden o superior. Estas correlaciones tienen propiedades específicas en el caso de partículas idénticas. Por este motivo distinguimos entre las correlaciones de Bose–Einstein para bosones y las de Fermi–Dirac para fermiones. Mientras  que en las correlaciones de Fermi–Dirac de segundo orden las partículas están "antibunched", en las de Bose–Einstein correlaciones (BEC) están "bunched". Otra distinción entre las correlaciones de Bose–Einstein y Fermi–Dirac es que solo los BEC pueden presentar coherencias cuánticas (cf. abajo).
En óptica se dice que dos haces de luz interfieren coherentemente cuando la diferencia de fase entre sus ondas es constante; si esta diferencia de fase es aleatoria o cambiante los haces son incoherentes.
La superposicin coherente de amplitudes de onda se conoce como interferencia de primer orden. En analogía con esto también tenemos interferenia de Hanbury-Brown y Twiss (HBT) de intensidad o de segundo orden, la cual generaliza la interferencia entre amplitudes a la interferencia entre el cuadrado de las amplitudes, i.e. entre intensidades.
En óptica la interferometra de amplitud se utiliza para la determinación de longitudes, irregularidades de superficies e índices de refracción; la interferometría de intensidad, además de presentar en ciertos casos ventajas técnicas (como la estabilidad) comparada con la interferometría de amplitud, permite también la determinación de coherencia cuántica de las fuentes.

## Correlaciones de Bose–Einstein correlaciones y coherencia cuántica
El concepto de coherencia de orden superior o coherencia cuántica de las fuentes fue introducido en óptica cuántica por Glauber. Mientras inicialmente este concepto lo utilizó principalmente para explicar el funcionamiento de máseres y láseres,  pronto se dio cuenta de que tenía aplicaciones importantes en otros campos de la física: bajo condiciones apropiadas la coherencia cuántica conduce a condensación de Bose–Einstein. Como los nombres sugieren las correlaciones de Bose–Einstein y la condensación de Bose–Einstein son ambas consecuencias de la estadística de Bose–Einstein y por lo tanto son aplicables no solo a fotones sino a cualquier clase de bosones. Por ello la condensación de Bose–Einstein está en el origen de tales fenómenos importantes de la materia condensada como la superconductividad y la superfluidez, y las correlaciones de Bose–Einstein se manifiestan también en interferometría hadrónica.
Casi en paralelo a la invención por Hanbury-Brown y Twiss de interferometra de intensidad en óptica, Gerson Goldhaber, Sulamith Goldhaber, Wonyong Lee y Abraham Pais (GGLP) descubrieron piones idénticamente cargados producidos en procesos de aniquilación de pares protón-antiprotón estaban "buncheados", mientras que los piones de carga opuesta no lo estaban. Interpretaron este efecto como debido a la estadística de Bose–Einstein. Posteriormente fue descubierto que el efecto HBT es también un efecto de correlación de Bose-Einstein, la de fotones idénticos.
El formalismo teórico más general para las correlaciones de Bose–Einstein en física subnuclear es el enfoque estadístico cuántico, basado en la corriente clásica y en el formalismo de estados coherentes:  incluye coherencia cuántica, longitudes de correlación y tiempos de correlación.
Empezando con el BEC de los años 80 ha devenido un tema de interés actual en física de energía alta y actualmente hay reuniones enteramente dedicadas a este tema. Una razón para este interés es el hecho de que los BEC son hasta ahora el único método único para la determinación de tamaños y tiempos de vida media de fuentes de partículas elementales. Esto es de interés especial para la búsqueda actual materia quark en el laboratorio: para lograr esta fase de la materia es necedstis una densidad de energía crítica. Para medir esta densidad de energía uno tiene que determinar el volumen del "fireball" en el que se supone que se genera esta materia y esto pasa por la determinación del tamaño de la fuente; este propósito puede ser conseguido por el método de la interferometría de intensidad. Además, una fase de la materia significa un estado cuasi-estable, i.e. un estado que vive más tiempo que la duración de la colisión que lo produjoo. Esto significa que  tenemos que medir la vida media del nuevo sistema, lo cual de nuevo solo puedevconseguirse por medio de BEC's.

## Coherencia cuántica en interacciones fuertes
Las correlaciones de Bose–Einstein de hadrones también pueden ser utilizadas para la determinación de coherencia cuántica en interacciones fuertes. Detectar y medir la coherencia en correlaciones de Bose–Einstein en física nuclear y de partículas ha sido una tarea bastante difícil, porque estas correlaciones son bastante insensibles incluso a grandes mezclas de coherencia, debido a otros procesos competidores que podrían simular este efecto y también porque frecuentemente los experimentales no usan el formalismo adecuado en la interpretación de sus datos.
La evidencia más clara de coherencia en BEC proviene de la medida de correlaciones de orden superior en reacciones protón-antiprotón en el colisionador SPS del CERN por la colaboración UA1-Minium Bias Este experimento tiene también una importancia particular porque prueba de una manera inusual las predicciones de estadística cuántica aplicadas a BEC:  representa un intento infructuoso de falsación de la teoría [1]. Además de estas aplicaciones prácticas de BEC en interferometría, el enfoque estadístico cuántico [10] ha llevado a una aplicación heurística inesperada, relacionada con el principio de partículas idénticas, el punto de partida fundamental del BEC.

## Correlaciones de Bose-Einstein y el principio de partículas idénticas en física de partícula
Mientras el número de las partículas de un sistema cuántico es fijo el sistema puede ser descrito por una función de onda, la cual contiene toda la información sobre el estado de aquel sistema. Este es el enfoque de la primera cuantización e históricamente las correlaciones de Bose–Einstein y Fermi–Dirac fueron derivadas a través de este formalismo de función de onda. En física de energía alta, sin embargo, uno está frente a procesos donde las partículas son producidas y absorbidas y esto reclama un enfoque  teórico más general llamado segunda cuantización. Esto es la aproximación en la que se basa la óptica cuántica y es solo a través de esta aproximación más general que la coherencia estadística cuántica, los láseres y los condensados podrían ser interpretados o descubiertos. Otro fenómeno más reciente descubierto vía esta aproximación es la correlación de Bose–Einstein entre partículas y antipartículas.
La función ondulatoria de dos partículas idénticas es simtrica o antisimétrica con respecto a la permutación de las dos partículas, dependiendo si uno considera bosones o fermiones idénticos. Para partículas no idénticas no hay ninguna simetría de permutación y según el formalismo de función de onda allí no tendría que haber ninguna correlación de Bose–Einstein ni de Fermi–Dirac entre estas partículas. Esto aplica en particular para un par de partículas formado por un pión positivo y otro negativo. Aun así esto es cierto sólo en una primera aproximación: si uno considera la posibilidad que un pión positivo y uno negativo están virtualmente relacionados en el sentido de que pueden aniquilarse y transformarse en un par de dos piones neutros (o dos fotones), i.e. un par de partículas idénticas,  estamos frente a una situación más compleja, la cual tiene que ser manejada dentro del formalismo de segunda cuantización. Esto conduce, a una nueva clase de correlaciones de Bose–Einstein, a saber entre piones positivos y negativos, aunque mucho más débil que entre dos piones positivos o dos negativos. Por otro lado, no existe tal correlación entre un pión cargado y uno neutro. Hablando vagamente un pión positivo y uno negativo son menos desiguales que uno positivo y uno neutro. Similarmente el BEC entre dos piones neutros es un poco más fuerte que aquellos entre dos identicamente cargados: en otras palabras, dos piones neutros son “más idénticos” que dos piones negativos (positivos).
La naturaleza sorprendente de estos efectos BEC especiales tuvieron repercusión en titulares de la literatura. Estos efectos ilustran la superioridad del formalismo de teoría de campos de la segunda cuantización cuando se compara con el formalismo de funciones de onda (primera cuantización). También ilustran las limitaciones de la analogía entre interferometría en óptica y física de partículas:  prueban que las correlaciones de Bose–Einstein  entre dos fotones es diferente de aquellas entre dos piones idénticamente cargados, un asunto que ha conducido a malentendidos en la literatura teórica y que fue dilucidado en.